# سي أشينا
سي أشينا (22 نوفمبر 1983 - 14 سبتمبر 2020)، هي ممثلة يابانية، إشتهرت ببطولة في فيلم Kamen Rider Hibiki»«, 

## وفاتها
في 14 سبتمبر 2020، عثرت عائلتها عليها ميتة في منزلها في شينجوكو. وأكدت وكالة هوريبرو النبأ وقالت إن التحقيقات في سبب وفاتها جارية.